# Hyloniscus vividus
Hyloniscus vividus is een pissebed uit de familie Trichoniscidae. De wetenschappelijke naam van de soort is voor het eerst geldig gepubliceerd in 1841 door Koch.